# Oscar I của Thụy Điển
Oscar I (Joseph François Oscar Bernadotte; 4 tháng 7 năm 1799 – 8 tháng 7 năm 1859) là Vua của Thụy Điển và Na Uy từ 8 tháng 3 năm 1844 cho đến khi ông mất. Ông là vị quốc vương thứ hai của Nhà Bernadotte.